# Florica (Buzău)
Pour les articles homonymes, voir Florica.
Florica est une commune du județ de Buzău en Roumanie.